# ابن عبد الملك المراكشي
أبو عبد الله محمد بن عبد الملك الأنصاري، ثم الأوسي المراكشي، هو أديب ذو معرفة باللغة العربية والعروض، وكانت له مشاركة حسنة في الفقه ، وكان عارفاً بالتاريخ والأسانيد، وناقداً لها، روى عن أبي الحسن الرعيني، وأبي عبد الله بن محمد بن علي بن محمد بن هشام وغيرهم. من آثاره الكتاب الشامل في فن التراجم، سماه كتاب الذيل والتكملة لكتابي الموصول والصلة، وهو تسع مجلدات.

## حياته
ولد سنة 634هـ الموافق ل1234م خلال عصر الدولة المرينية بالمغرب. وُلّي القضاء بمراكش مدة ثم أخر عنه ألّف كتاباً جمع فيه بين كتابي بن القطان الفاسي وابن المواق على كتاب الأحكام لعبد الحق، وأما كتابه الذيل والتكملة لكتابي الموصول والصلة، فإنه يعتبر موسوعة ومصدر تاريخي مؤلف من تسع مجلدات، قود ستوفى فيه تراجم عدة ممن لم يذكره ابن بشكوال وابن الفرضي في كتابيهما، وترجم لمن أتى بعدهما من الأعلام تراجم حافلة مستوعبة لآثار المترجمين وأخبارهم، مع النقد الواسع للروايات النظر في تلك المؤلفات.

## وفاته
توفي ابن عبد الملك بتلمسان 703هـ الموافق ل 1303م.